# Slamdance - Il delitto di mezzanotte
Slamdance - Il delitto di mezzanotte (Slam Dance) è un film di genere Thriller/Neo-noir del 1987, diretto da Wayne Wang.
La pellicola viene considerata un esempio di thriller in stile new wave, sia per l'eleganza patinata che per la presenza nel cast di cantanti/musicisti come Adam Ant (del gruppo Adam and the Ants) e John Doe (del gruppo degli X).

## Trama
Los Angeles. C. C. Drood, disegnatore di cartoni animati in piena crisi matrimoniale, tradisce la moglie Helen con Yolanda Caldwell, una bellezza esotica incontrata in un club in cui si pratica la slam dance. Quando la sua amante viene trovata uccisa, finisce coinvolto in uno scandalo a copertura di alcuni politici locali. Usando il suo talento artistico, cerca di ricostruire le circostanze del delitto, ma in questo modo finisce per attirare l'attenzione di poliziotti corrotti e di gangster di una banda che fa capo a una donna dell'alta società, che vorrebbero eliminarlo. Per sfuggire ai sicari, fa credere loro che il cadavere di una ex amante lesbica di Yolanda sia il suo.

## Distribuzione
Il film venne presentato (fuori concorso) al Festival di Cannes del 1987. In Italia venne distribuito a partire dal 13 novembre 1987.